# Emil Kraepelin
Emil Wilhelm Magnus Georg Kraepelin (ur. 15 lutego 1856 w Neustrelitz, zm. 7 października 1926 w Monachium) – niemiecki lekarz psychiatra, twórca klasyfikacji chorób psychicznych, profesor Uniwersytetu Dorpackiego, Uniwersytetu Ruprechta i Karola w Heidelbergu oraz Uniwersytetu Ludwika i Maksymiliana w Monachium. Autor dziewięciu wydań podręcznika psychiatrii (Lehrbuch der Psychiatrie). Brat przyrodnika Karla Kraepelina.

## Życiorys
Emil Kraepelin urodził się w 1856 roku jako najmłodsze z siedmiorga dzieci Karla Kraepelina (1817–1882) i jego żony Emilie z domu Lehmann (1819–1896). Karl Kraepelin był synem Christiana Heinricha Kraepelina z Wittenburga i Caroline z domu Bergner. Był nauczycielem muzyki i aktorem, przyjacielem Fritza Reutera i recytatorem jego poezji. Emilie Kraepelin była córką muzyka Johanna Gottloba Lehmanna i Friederike Benzinger. Bratem Emila był Karl Kraepelin (1848–1915), później uznany biolog. Emil miał jeszcze braci Ottona (1845–1893), Augusta (1846–1848), Maxa (*† 1854) i siostry Emmę (1849–1924) oraz Emilie (1852–1853).
Uczęszczał do Gymnasium Carolinum w rodzinnym Neustrelitz i w 1874 roku zdał w nim egzamin dojrzałości. Pod wpływem znajomego lekarza, przyjaciela ojca, postanowił studiować medycynę. Uczył się na Uniwersytecie w Würzburgu i Uniwersytecie Lipskim. Jako student zainteresował się psychiatrią i postanowił specjalizować się w tej dziedzinie. W Lipsku szczególnie istotny wpływ miały na niego wykłady Wilhelma Wundta. Jego pierwsza praca Über den Einfluss akuter Krankheiten auf die Entstehung von Geisteskrankheiten przyniosła mu wyróżnienie, przyznane przez władze uczelni w Würzburgu.
Pod koniec 1877 roku został asystentem Franza von Rineckera. W tym samym roku ukończył studia i został asystentem Bernharda von Guddena w Oberbayerische Kreisirrenanstalt w Monachium. U Guddena studiował cztery lata. W tym czasie miał przydzielone prace neuroanatomiczne, ale jego zainteresowania były już wtedy ukierunkowane bardziej na psychologię niż neuroanatomię. Podobno trudności podczas prac mikroskopowych sprawiała mu wada wzroku. W Monachium poznał Auguste’a Forela i Franza Nissla.
W 1882 roku przeniósł się do kliniki Paula Flechsiga w Lipsku. Po niespełna czterech miesiącach został zwolniony z pracy – oficjalnym powodem było zaniedbywanie pacjentów i nieodpowiednie warunki higieniczne na oddziale. Przypuszczalnie faktycznym powodem były osobiste animozje między Flechsigiem a Wundtem, w którego laboratorium Kraepelin z zaangażowaniem pracował i spędzał więcej czasu niż w klinice. Zatrudnił się wtedy w poliklinice Wilhelma Erba. W semestrze letnim 1883 wykładał anatomię i fizjologię mózgu ze szczególnym uwzględnieniem psychologii (z demonstracjami), patologię i leczenie zaburzeń psychicznych, ze szczególnym uwzględnieniem aspektów prawnych psychopatologii, oraz psychologię przestępczości (Criminalpsychologie). W semestrze zimowym przygotowywał wykłady z psychologii eksperymentalnej, wykłady o halucynacjach i urojeniach, oraz psychiatrię sądową, z ćwiczeniami praktycznymi, dla lekarzy i prawników.
Założył rodzinę, co przysporzyło mu pewnych finansowych trudności. Za radą Wundta podczas ferii wielkanocnych 1883 napisał kompendium psychiatrii. Ponadto przez kilka miesięcy dorabiał pracując w zakładzie psychiatrycznym w Görlitz jako asystent Karla Kahlbauma. W tym samym 1883 roku ukończył w Monachium pracę habilitacyjną pod kierunkiem Maxa von Pettenkofera i otrzymał tytuł privatdozenta. Na wiosnę 1884 na krótko przeniósł się do Drezna, gdzie objął stanowisko kierownika tamtejszego zakładu psychiatrycznego (Heil- und Pflegeanstalt). Od sierpnia 1884 do kwietnia 1885 był sekundariuszem w prowincjalnym zakładzie dla obłąkanych w Lubiążu (Provinzial-Irrenanstalt Leubus). W kolejnym roku otrzymał propozycję objęcia katedry na Uniwersytecie w Dorpacie, jako następca pierwszego profesora psychiatrii w Dorpacie Hermanna Emminghausa, który przyjął ofertę objęcia katedry we Fryburgu. Odchodząc przedstawił radzie wydziału listę kandydatów do objęcia opuszczonej katedry: na pierwszym miejscu był Kirn z Fryburga, na kolejnych miejscach Kraepelin (wówczas Drezno), Moeli (Berlin) i Mercklin (Ryga). Nie wiadomo, czy uczelnia faktycznie kontaktowała się ze wszystkimi czterema kandydatami – prawdopodobnie nie, gdyż zaledwie trzy dni później ustalono, że dr Kraepelin będzie jedynym kandydatem na stanowisko profesora zwyczajnego psychiatrii. Wiadomo, że już wcześniej, w kwietniu 1884, z Kraepelinem kontaktował się listownie Emminghaus, dzięki czemu rada wydziału przypuszczalnie znała gotowość Kraepelina do przyjęcia oferty.
W Dorpacie przebywał przez pięć lat, do 1891 roku. W inauguracyjnym wykładzie 6 września 1887 roku przedstawił cele stojące przed ówczesną psychiatrią, wiążąc ich osiągnięcie przede wszystkim z psychologią eksperymentalną. Wiele pracy poświęcił organizacji dorpackiej kliniki, dysponując skromnymi środkami utworzył laboratorium psychologiczne. W tym czasie zaczął intensywną pracę naukową. Uczniami i asystentami Kraepelina w Dorpacie byli: Eduard Robert Michelson, Leon Daraszkiewicz, Heinrich Dehio, Axel Oehrn, Michał Ejner, Albert Behr, Arved Bertels, Maksimilian Falk i Henryk Higier.
Od początku Kraepelin odczuwał uciążliwości związane z biurokracją na dorpackiej uczelni i izolacją kulturalną bałtyckich Niemców, a brak znajomości języka rosyjskiego utrudniał mu kontakt z pacjentami (porozumiewał się z nimi za pośrednictwem asystentów). 9 listopada 1890 otrzymał propozycję objęcia katedry Uniwersytetu w Heidelbergu, którą od razu przyjął. Tego samego dnia wystosował do władz uczelni wniosek o zwolnienie go z obowiązków. Zgodę uzyskał dopiero 25 lutego, ważną od 1 kwietnia. W odpowiedzi na zapytanie rektora i rady wydziału o przyczynę odpisał, że „nie wie nic o Uniwersytecie Jurjewskim i nie ma z nim nic wspólnego”. 1 czerwca 1891 katedrę psychiatrii w Dorpacie objął Władimir Cziż. Z czasem rusyfikacja uczelni doprowadziła do opuszczenia jej przez niemal wszystkich niemieckich profesorów.
W 1891 Kraepelin objął dyrekcję Grossherzoglich Badische Universitäts-Irrenklinik w Heidelbergu, jako następca Carla Fürstnera. Jego asystentami i uczniami w tym czasie byli Aschaffenburg, Gaupp, Rüdin i Nissl. Bliskim współpracownikiem Kraepelina został wtedy także Alois Alzheimer.
W 1903 roku przyjął katedrę psychiatrii na Uniwersytecie w Monachium, wakującą po nagłej śmierci Antona Bumma. Prawdopodobnie był rozczarowany bezskutecznymi próbami poprawienia warunków w heidelberskiej klinice. Do Monachium przenieśli się także Alzheimer, Nitsche i Gaupp, a później również Lotmar i Allers.
W 1908 roku został wybrany członkiem Królewskiej Szwedzkiej Akademii Nauk. W roku następnym wybrano go na honorowego członka brytyjskiej Medico-Psychological Association. W latach I wojny światowej brał udział w utworzeniu bawarskiej sekcji Deutsche Vaterlandspartei. W 1920 roku otrzymał doktorat honoris causa wydziału filozofii Uniwersytetu Albertyna w Królewcu.
W 1917 roku założył Deutsche Forschungsanstalt für Psychiatrie, później połączone z Kaiser-Wilhelm-Gesellschaft (obecnie Max-Planck-Institut für Psychiatrie). Kraepelin pozostał w Monachium do przejścia na emeryturę w 1922 roku. Do jego współpracowników w Monachium zaliczali się Gaupp, Alzheimer, Rüdin, Georg Stertz, Eugen Kahn, Max Isserlin i Felix Plaut. Z okazji 70. urodzin wydano dwa okolicznościowe zbiory prac jego uczniów.
Prowadził lukratywną prywatną praktykę. Jego pacjentem był m.in. multimilioner Cyrus Hall McCormick.
4 października 1884 w Bölkow-Bodendiek ożenił się z wieloletnią narzeczoną Iną Schwabe (1855–1944), również pochodzącą z Neustrelitz córką dzierżawcy Ernsta Schwabego z Gehlsdorfu i Henriette z domu Stave. Ze starszą o siedem lat Iną zaręczył się w wieku piętnastu lat (w 1871 roku). W listopadzie 1885 urodziła się córka, ale zmarła kilka godzin po porodzie. Z małżeństwa urodziło się ośmioro dzieci, cztery córki osiągnęły wiek dojrzały, pozostała czwórka zmarła w dzieciństwie. Jedna z córek, Antonie, wyszła za chemika Karla Friedricha Schmidta (1887–1971).
Interesował się sztuką, muzyką, teatrem i malarstwem. Sam był autorem poezji, których jednak nie chciał publikować. Zbiór Werden – Sein – Vergehen ukazał się pośmiertnie, w 1928 roku. Na kupionej w 1902 ziemi w miejscowości Suna pod Pallanzą, nad jeziorem Maggiore, zbudował okazałą willę, w której spędzał wiele miesięcy razem z rodziną. Jego pasją były też podróże; zwiedził Jawę, Cejlon, Indie (w 1903 roku, razem z bratem), Egipt, Stambuł, Francję, Skandynawię, Wielką Brytanię, Hiszpanię, Wyspy Kanaryjskie, Związek Radziecki (Leningrad), Meksyk i Stany Zjednoczone (1908, 1925). W USA w 1925 roku uzyskał finansowanie Fundacji Rockefellera dla nowego budynku Instytutu. Otwarcia nowego Instytutu już nie dożył. Zmarł 7 września 1926 w Monachium na grypowe zapalenie płuc. Został pochowany na cmentarzu (Bergfriedhof) w Heidelbergu. Na grobie umieszczono epitafium: „Dein Name mag vergehen. Bleibt nur Dein Werk bestehen” (Twoje imię mogą zapomnieć. Nie pozwól, by zapomnieli o twoim dziele”).

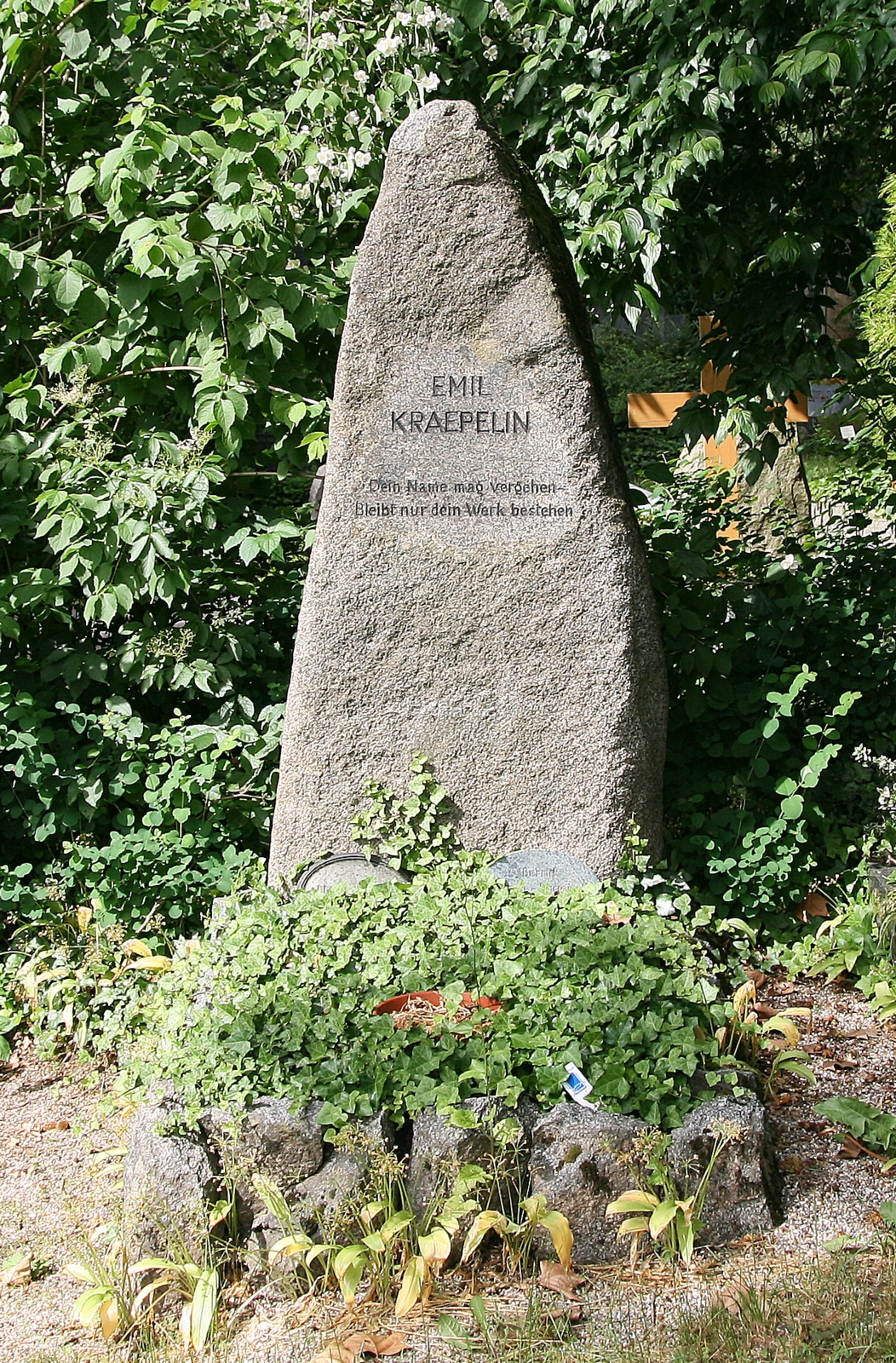
Nagrobek Emila Kraepelina

Nekrologi i wspomnienia napisali m.in. Ernst Trömner, Plaut, Bumke, Johannes Lange, Maurycy Bornsztajn, Adolph Meyer, Henneberg, Smith Ely Jelliffe.
Kraepelin opisywany był jako cyklotymik. W późniejszych latach cierpiał na depresję. Od 1895 roku był abstynentem. Kurt Kolle wspominał, że podczas przyjęcia noworocznego w domu Kraepelinów zaproszonym asystentom podano lodowaty poncz, a okna były szeroko otwarte by nie przegapić bijących o północy kościelnych dzwonów. Alkohol był surowo zabroniony w monachijskiej klinice Kraepelina. Pacjenci dostawali napój według specjalnego przepisu, nazywany „winem musującym Kraepelina” (Kraepelinsekt).
Jego stosunki ze współpracownikami były chłodne. Przyjacielskie relacje miał ze starszym o dwadzieścia lat Wundtem; przez lata prowadzili korespondencję, Wundt wielokrotnie doradzał Kraepelinowi w sprawach kariery. Duży wpływ na Emila miał brat Karl. Z zachowanej korespondencji i relacji bliskich wiadomo, że to starszy z braci dominował w ich relacjach. Sugerowano nawet, że często „binominalne” nazewnictwo chorób psychicznych wprowadzane przez Emila wynikało z lektury taksonomicznych prac Karla (który zajmował się m.in. systematyką mięczaków i mszywiołów).
Był kilkukrotnie nominowany do Nagrody Nobla w dziedzinie fizjologii lub medycyny; w 1909 przez Gauppa, w 1911 przez Meyera, w 1917 i 1923 przez Bleulera, w 1923 przez Bumkego, w 1925 przez Mingazziniego i w 1926 przez Weygandta.
W 1983 roku opublikowano jego wspomnienia. Ponad dwieście stron tekstu obejmuje wydarzenia od dzieciństwa do około 1919 roku, spisane w pierwszej osobie, w „bezpośrednim, szczerym i często dowcipnym stylu”.

## Upamiętnienie

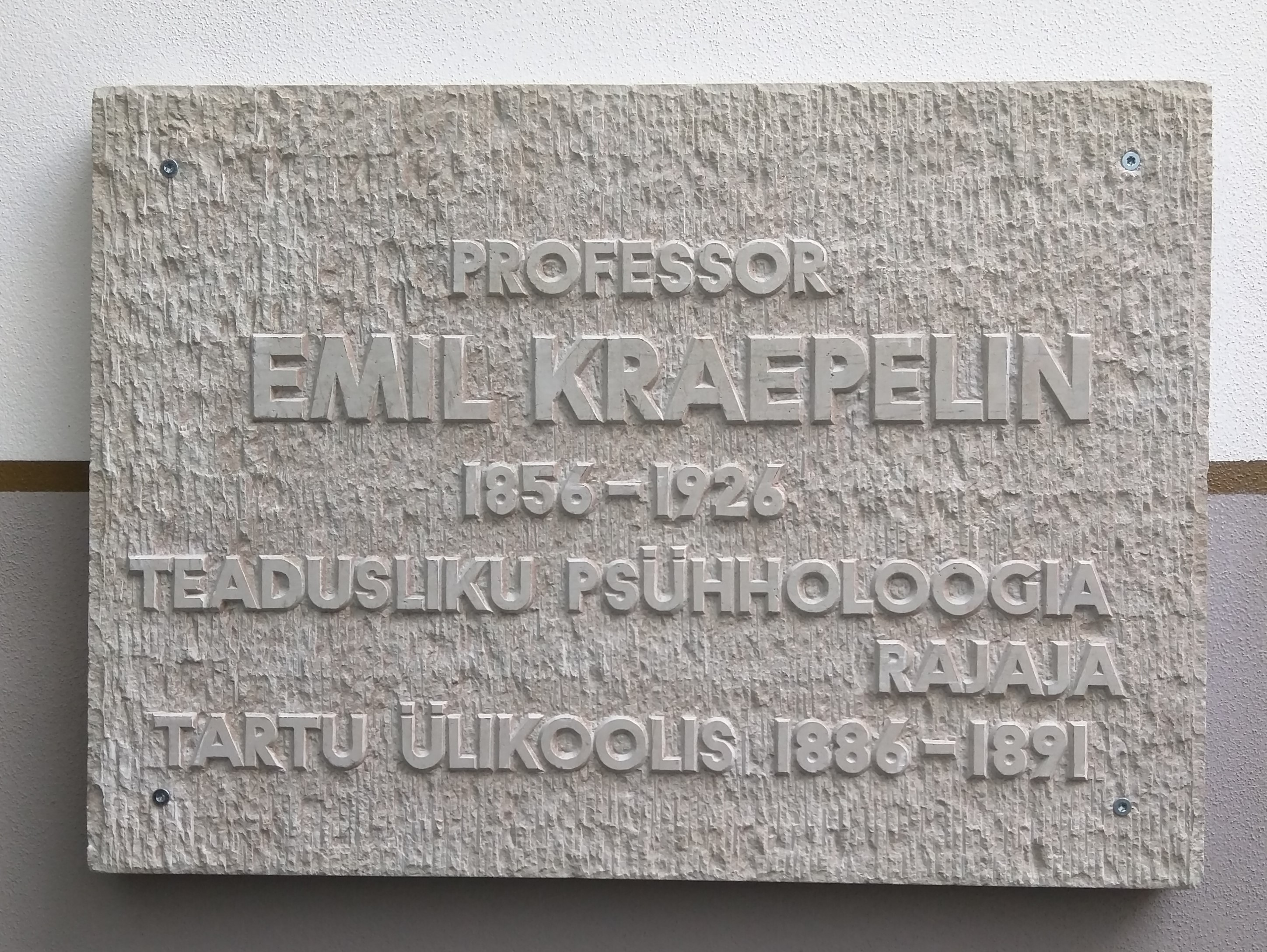
Tablica pamiątkowa w Tartu

Deutsche Forschungsanstalt für Psychiatrie przyznaje za szczególne zasługi dla psychiatrii złoty medal jego imienia (Goldene Kraepelin-Medaille). Specjalnymi artykułami uczczono 100. i 150. rocznice jego urodzin. Ulicę w Monachium, przy której znajduje się dziś Instytut Psychiatrii Maxa Plancka (Max Planck Institute for Psychiatry), przemianowano na Kraepelinstrasse. W Tartu, pod adresem Näituse 2, znajduje się tablica upamiętniająca Kraepelina.

## Dorobek naukowy

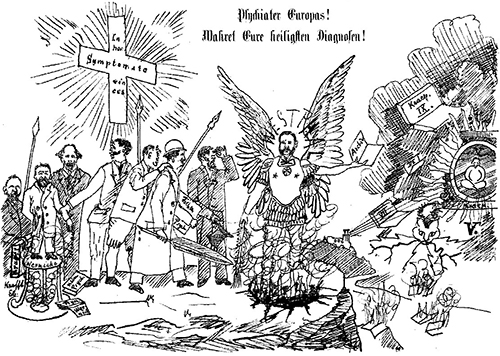
Rysunek autorstwa Kraepelina (1896). Napis wzywa: Psychiatrzy Europy! Chrońcie swoje święte rozpoznania!

### Klasyfikacja chorób psychicznych
Kraepelin większość swojej pracy naukowej poświęcił idei stworzenia klasyfikacji zaburzeń psychicznych. Źródeł teorii nozologicznych Kraepelina upatruje się w dwóch przełomach w niemieckiej psychiatrii lat 60. i 70. XIX wieku: upadku teorii jednej psychozy (Einheitspsychose) Zellera i Griesingera za sprawą prac Kahlbauma i Heckera, oraz krytyce teorii neuropatologicznych Flechsiga i Meynerta, których próby wiązania odmienności neuroanatomicznych ze schorzeniami psychiatrycznymi część psychiatrów – w tym Kraepelin – uważała za nieprzekonujące i pozbawione podstaw.
Badania Kraepelina opierały się na doświadczeniach psychologicznych, zapoczątkowanych przez Wundta, i na szczegółowych, wieloletnich obserwacjach przebiegów historii chorób (badaniach katamnestycznych). Kraepelin zbierał setki historii chorób i poddawał je systematycznym analizom, wykorzystując m.in. własnego pomysłu karty diagnostyczne (Zählkarten). Od Kahlbauma przejął pojęcia jednostki chorobowej (Krankheitseinheit) i psychiatrii przebiegu (Verlaufspsychiatrie).
Pierwsze wydanie podręcznika Kraepelina zatytułowane Compendium der Psychiatrie zum Gebrauche für Studierende und Aerzte, zawierające proponowany przez niego podział chorób psychicznych zostało opublikowane przez wydawnictwo Ambrosiusa Abela w Lipsku w 1883 roku. Drugie wydanie pod zmienionym tytułem Psychiatrie: ein kurzes Lehrbuch für Studierende und Ärzte pojawiło się w 1887. Przełomowe było szóste wydanie z 1899 roku, poprzedzone wykładem w Heidelbergu 27 listopada tego roku, w którym Kraepelin dokonał uproszczenia klasyfikacji chorób psychicznych, dzieląc je na psychozy otępiające (Verblödungen) o przebiegu procesualnym, i psychozy afektywne (manisch-depressives Irresein), o przebiegu okresowym lub cyklicznym. Ta tak zwana kraepelinowska dychotomia znalazła odzwierciedlenie w kryteriach DSM-III i późniejszych. Wciąż żywe klasyczne koncepcje nozologiczne określa się (szczególnie w odniesieniu do grupy amerykańskich psychiatrów pracujących nad DSM-IV) jako ruch neo-Kraepelinowski. W przebiegu trwających obecnie prac nad DSM-5 i ICD-11 koncepcje Kraepelina są nadal dyskutowane.
W dziewiątym wydaniu podręcznika (1927) klasyfikacja Kraepelina przybrała następujący kształt:

I. Psychozy spowodowane urazami mózgu (Irresein bei Hirnverletzungen)

II. Psychozy spowodowane chorobami mózgu (Irresein bei Hirnerkrankungen)

III. Zatrucia (Vergiftungen)

IV. Zaburzenia psychiczne w przebiegu chorób zakaźnych (infektiöse Geistesstörungen)

VI. Paraliż (Paralyse)

VII. Psychozy spowodowane czynnikami endokrynnymi (endokrines Irresein)

VIII., IX. Choroby psychiczne na tle miażdżycowym, przedstarcze i wieku starczego (arteriosklerotisches, präseniles und seniles Irresein)

X. Otępienie endogenne (endogene Verblödungen)

XI. Padaczka (Epilepsie)

XII. Psychoza maniakalno-depresyjna (manisch-depressives Irresein)

XIII. Schorzenia psychogenne (psychogene Erkrankungen)

XIV. Histeria (Hysterie).

### Koncepcja dementia praecox

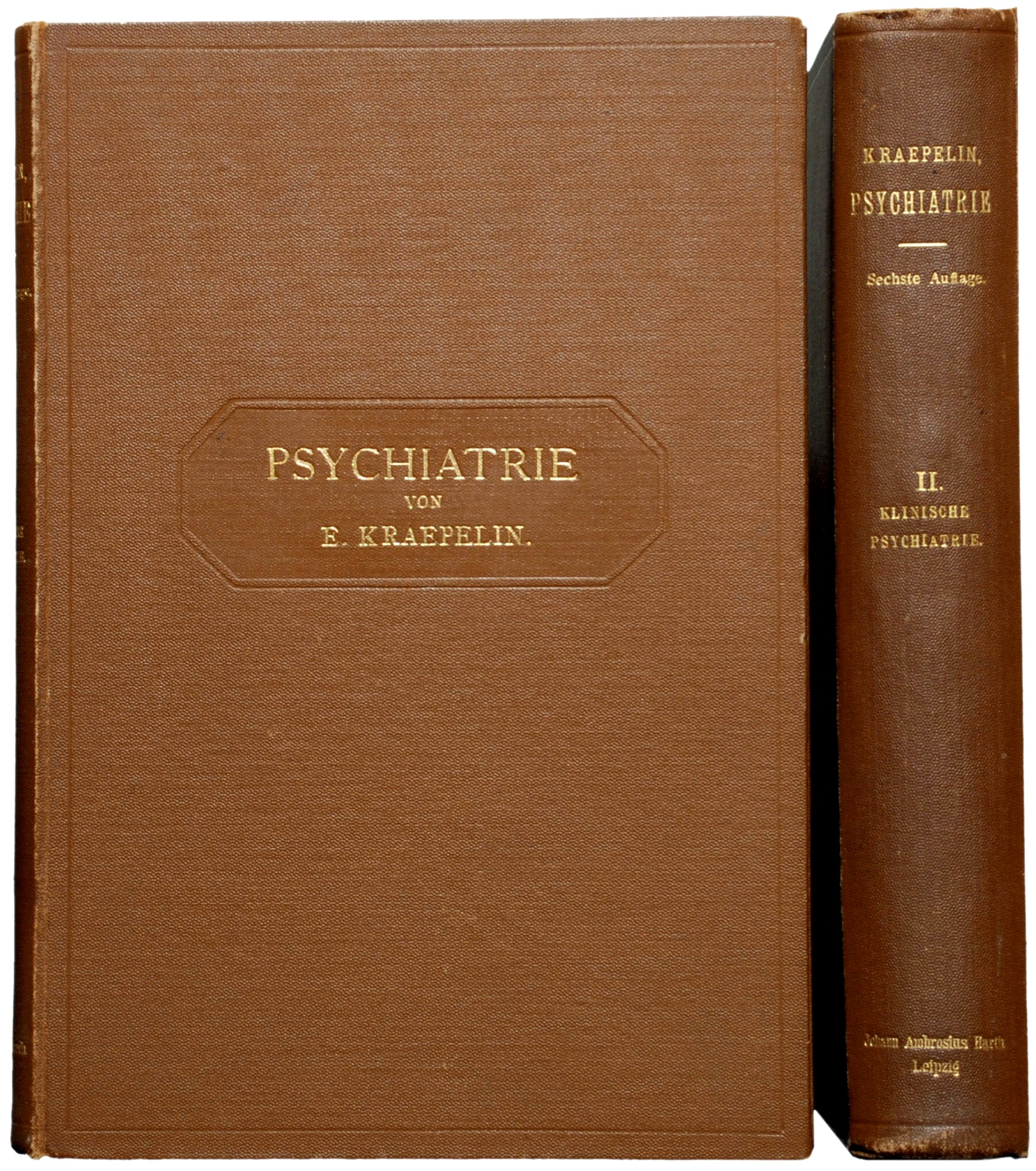
Szóste wydanie podręcznika Kraepelina (1899)

Równie istotna jest ewolucja pojęcia dementia praecox. Zaczerpnięte z prac Morela pojęcie dementia praecox (otępienie wczesne) w niemieckim piśmiennictwie psychiatrycznym przyjęło się za sprawą Arnolda Picka, a u Kraepelina pojawiło się w IV wydaniu jego podręcznika (1893), początkowo obejmując tylko przypadki psychozy wcześniej określane jako hebefrenia. W wydaniu V z 1896 roku to wąskie ujęcie zostało odrzucone, a pojęcie Verblödungsprozessen objęło hebefrenię, katatonię i otępienie paranoidalne; począwszy od 1899 roku i VI wydania zamiast Verblödungsprozesen schorzenia te zostały określone łącznie jako dementia praecox. Podstawą tego uogólnienia był dla Kraepelina niepomyślny przebieg, nieodwracalnie prowadzący do „niedomagania psychicznego” (Kraepelinowski Schwächezustand lub Siechtum), czyli ograniczenia funkcjonowania w aspektach poznawczym, uczuciowym i wolicjonalnym.
W 1908 roku koncepcję rozwinął Eugen Bleuler, autor pojęcia schizofrenii.
Kraepelin poświęcił wiele uwagi symptomatologii schizofrenii, opisał też objaw nazwany przez niego „sałatą słowną” (niem. Wortsalad) lub schizofazją.

### Koncepcja choroby afektywnej dwubiegunowej
Koncepcja choroby afektywnej dwubiegunowej Kraepelina w jej ostatecznym kształcie (1926) wciąż stanowi odniesienie dla nowoczesnych kryteriów rozpoznania tej choroby.

### Inne jednostki chorobowe
W ósmym wydaniu podręcznika upowszechnił wprowadzony do psychiatrii przez Morselliego termin dysmorfofobii. Za sprawą Kraepelina zarzucono rozpoznanie melancholii. Kraepelin w ósmym wydaniu Psychiatrie (1910) wprowadził do medycyny termin choroby Alzheimera, którą uznał za podtyp otępienia starczego.

### Prace psychofarmakologiczne
Przypominane są jego pionierskie badania i spostrzeżenia dotyczące psychofarmakologii, opublikowane w pracy z 1892 roku Über die Beeinflussung einfacher psychischer Vorgänge durch einige Arzneimittel. Ta monografia, podsumowująca prace psychofarmakologiczne prowadzone przez Kraepelina w Lipsku, określana była jako „pierwsza monografia dotycząca psychofarmakologii człowieka w światowej literaturze”.

### Psychiatria kulturowa
Data publikacji z 1904 roku Psychiatrisches aus Java uważana jest za narodziny psychiatrii kulturowej (etnopsychiatrii). Zajmował się także psychiatrią sądową.

### Zdrowie publiczne i eugenika
W późniejszych latach swojej działalności zajmował się także zagadnieniami zdrowia publicznego i eugeniki. Był zwolennikiem abstynencji alkoholowej. Jego poparcie dla „teorii degeneracji” oraz poglądy polityczne bywały krytykowane, jako mające „wydźwięk protofaszyzmu”. Kontrowersja ta była przedmiotem odrębnych opracowań i polemik.

## Uznanie i krytyka
Od pierwszego wydania podręcznika Kraepelina do dziś jego idee budzą żywe dyskusje. Do nurtu antykraeplinowskiego należeli m.in. Wernicke, Kleist, Leonhard, Hoche, Bonhoeffer, Kretschmer, Meyer,
Lugaro, Jaspers. Ostrą krytykę kraepelinowskiej dychotomii przedstawił Ziehen. Klasyfikacja Kraepelina od początku spotykała się z oporami ze strony francuskich psychiatrów i nigdy nie zyskała większej popularności we Francji.
Krytyka dotyczyła zbytniego uproszczenia i powierzchowności klasyfikacji, pomijaniu odczuć własnych pacjentów w opisie choroby, zbytniego pesymizmu Kraepelina odnośnie do przebiegu schizofrenii, nieznajdującego należytego udokumentowania epidemiologicznego.
W 1998 roku, w setną rocznicę przełomowego 6. wydania jego podręcznika, utworzono International Kraepelin Society, którego celem są badania i edukacja w zakresie metod doświadczalnych, teorii i zasad diagnostycznych Emila Kraepelina.